# 华光大帝
五顯華光大帝，又稱華光大帝、華光元帥、五顯靈官、五靈官，道教神祇。

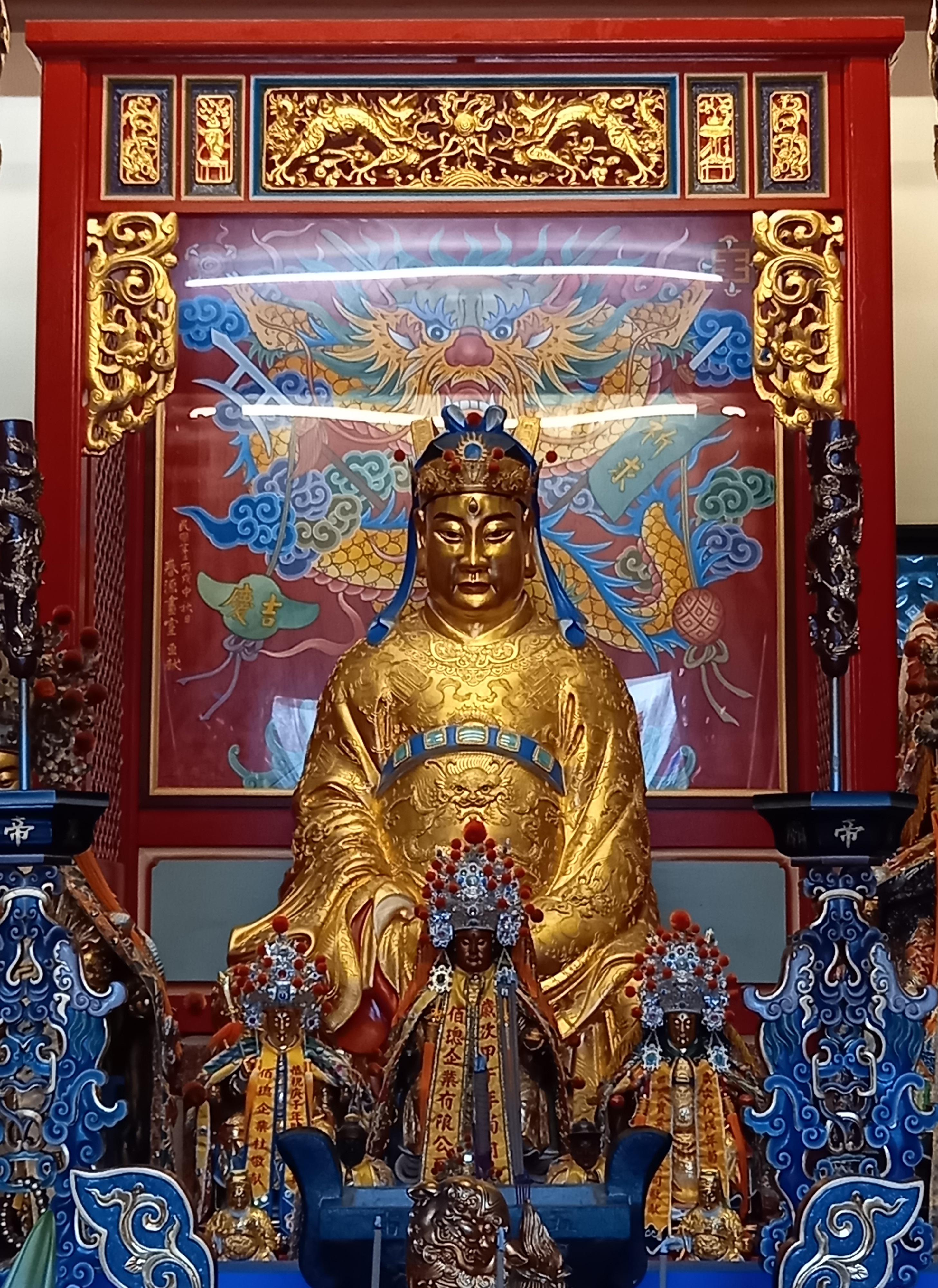
臺南八吉境五帝廟五顯大帝

## 記載
《道藏》中收有《太上洞玄靈寶五顯觀華光本行妙經》。
道法術數中，有書「三十三天華光大帝持劍在此」以避邪魅。

### 馬天君之說
《道法會元》卷三十六記有《清徽馬、趙、溫、關四帥大法》，其中馬即為馬天君。另法師施法須馬天君護法時，有馬天君寶誥、馬元帥啟請咒等。
《警世通言》第二十七卷〈假神仙大鬧華光廟〉中，有「馬靈官」顯靈，揪出妖孽的事蹟。
《三寶太監西洋記》對馬天君形象描繪道，「只是第一位生得白白的，白如雪：一稱元帥二華光，眉生三眼照天堂。頭戴叉上攢頂帽，五金磚在袖兒(或兜)藏。火車腳下團團轉，馬元帥速赴壇場。」
《水滸傳》中第三十八回寫「黑旋風」李逵大戰「浪裡白條」張順，贊詩中有「一箇是馬靈官白蛇托化，一箇是趙元帥黑虎投胎」之句，以「馬靈官」來比喻皮膚雪白、水性極佳的張順。

### 佛教神明之說
宋人魯應龍著《閒窗括異志》有五顯靈官大帝是華光如來之說。周樹佳《香港諸神：起源、廟宇與崇拜》 認為這實是民間附會之言，為華光如來，是專指佛祖弟子舍利弗。
有佛教寺院以為其寺院之伽藍神，如普陀山普濟寺景區普濟禪寺伽藍殿、日本京都黃檗宗大本山萬福寺之伽藍神即是華光大帝（尊稱華光菩薩）。
《西遊記》第九十六回，唐僧稱：“华光菩萨是火焰五光佛的徒弟，因剿除毒火鬼王，降了职，化做五显灵官。”

## 職能

### 火神
馬天君傳以三昧真火燒死鬼王，並以三昧真火煉成三角金磚，後收服風火二神、取火車、降火鴉，故視為「火神」，民間信眾常在八、九月時啟建「華光醮」，祈求祛除火災。

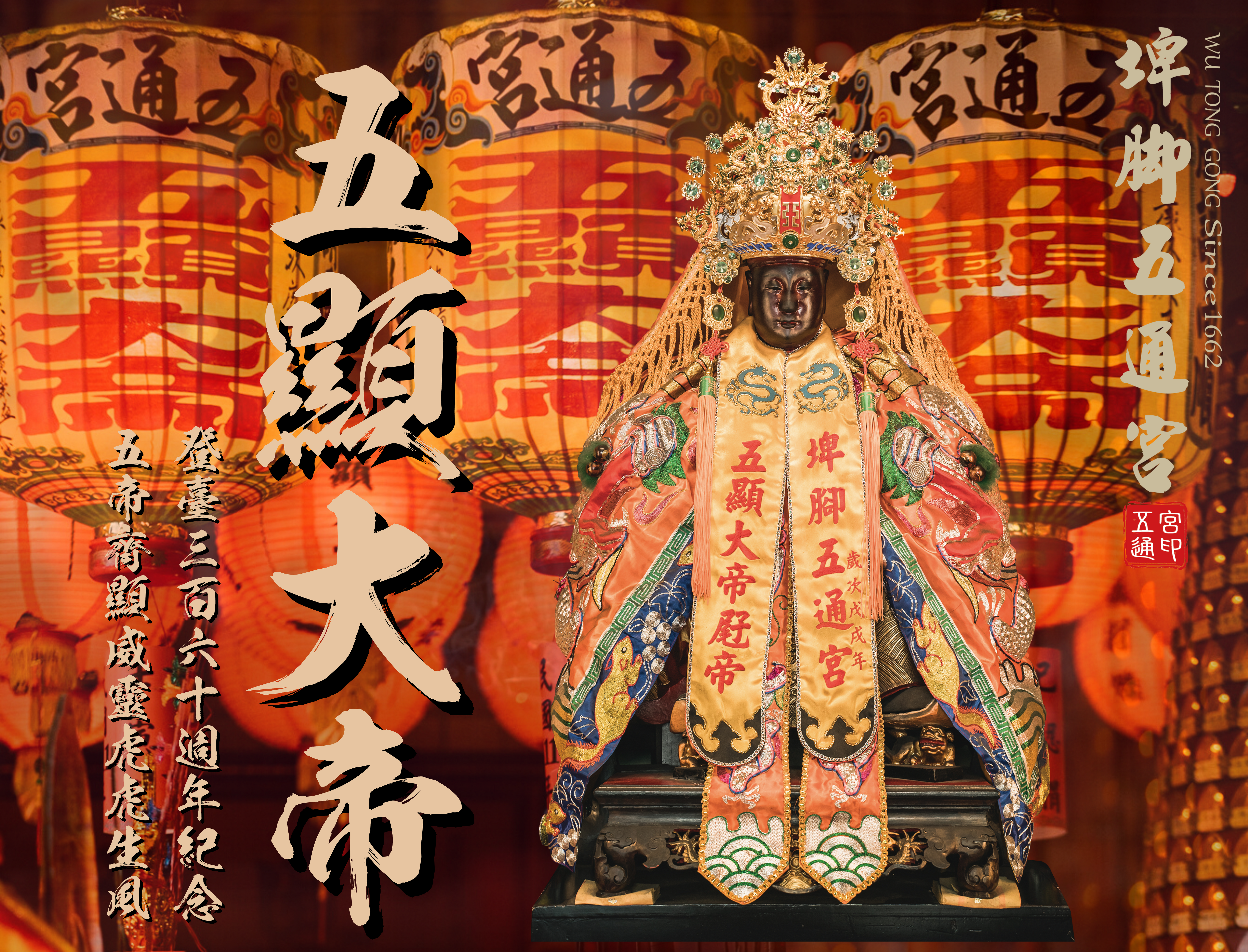
埤腳五通宮五顯大帝屘帝

### 行業神
粵劇劇團奉祀馬天君，稱為馬老師傅、華光師傅，據說初時廣東人作戲不避忌諱，得罪上天，天神就命馬天君在一夜之間，把所有戲臺燒毀，馬天君不捨，於是託夢教導廣東各戲班，如何祭祀，不要觸怒神靈，從此各梨園平安，於是許多劇團尊馬天君為戲神，本來兩廣各地劇團或奉祀李皇爺、田竇二師、葛元帥、賀太尉、郭將軍等戲神，逐漸將該等神祇轉為馬天君的從神。

## 廟宇

### 中國大陸

#### 福建
- 福建省福安市穆陽鎮蘇堤村五顯宮
- 福建省福鼎市桐城街道流美社区华光府
- 福建省福州市長樂區潭頭鎮嶺南村湖中心靈官院（馬祖山隴境白馬尊王廟、金板境天后宮、青蕃境威武陳元帥廟三廟華光大帝之祖廟，福澳境華光大帝廟雖非該廟分靈亦曾前往進香）[4]
- 福建省福州市連江縣鳳城鎮上林街五通玉封长生府神龙境大帝宫
- 福建省漳州市平和縣國强鄉高坑村侯卿庵（嘉義市王靈宮、炳靈宮之祖廟）
- 福建省漳州市雲霄縣火田鎮西林村五通廟
- 福建省漳州市詔安縣霞葛鎮五通村五通宮（彰化大村埤腳五通宮/大村黃厝五行宮之祖廟)
- 福建省漳州市詔安縣霞葛鎮莊溪村鎮龍庵
- 福建省漳州市紹安縣秀篆鎮煥塘村開元院(寺)

#### 廣東
- 廣東省佛山市南海區華光廟

#### 廣西
- 廣西壯族自治區桂林市華光廟（花園村、彭家嶺、黃鶯岩、李家里、上邊村五村共建，已毀）
- 廣西壯族自治區桂林市五通廟（五通街，已毀）
- 廣西壯族自治區桂林市五通廟（莫家里）
- 廣西壯族自治區桂林市五通廟（穿山園）
- 廣西壯族自治區桂林市五通廟（王家里）
- 廣西壯族自治區桂林市馬王廟（竹橋村）
- 廣西壯族自治區桂林市馬帝廟（窰頭村）
- 廣西壯族自治區桂林市大王廟（衛家里，已毀）

### 香港

#### 九龍
- 華光得因堂，位於土瓜灣北帝街40號富民閣二樓，堂內供奉華光大帝、輔神、天后娘娘和九天玄女。

#### 新界
- 華光祠，位於元朗錦田鄉錦河路四排石。

#### 離島
- 華光古廟，位於新界大嶼山大澳的橫坑村。

#### 香港配祀五顯靈官華光大帝場所

##### 香港島
- 三國烈廟，位於筲箕灣愛秩序村。

##### 九龍
- 茶果嶺天后廟位於觀塘茶果嶺，祇。
- 紅磡北帝廟（或稱鶴園角北帝古廟），位於紅磡馬頭圍道146號。
- 聯光佛堂 (又名達摩寶廟)，位於官塘秀茂坪曉光街KX1779號地段。

##### 新界
- 元朗流浮山屏山北輞井圍神。
- 元朗洪水橋田心村，位於厦村鄉田心村。
- 大埔舊墟天后宮，位於新界大埔舊墟汀角路。
- 元朗錦田永隆圍眾聖宮，位於原來的圍村中軸線盡頭。
- 元朗錦田祠堂村， 位於錦田祠堂村79號。
- 元朗八鄉八鄉古廟，香港新界八鄉上村。
- 元朗八鄉合山圍蓮花地。

##### 離島
- 長洲洪聖廟，位香港長洲中興街。

### 臺灣和馬祖列島
- 臺灣北部
  - 基隆天顯宮
  - 宜蘭頭城鎮海宮
  - 宜蘭縣頭城鎮外澳接天宮
  - 宜蘭縣頭城鎮港口董慶寺
  - 宜蘭縣五結鄉利澤簡廣惠宮
  - 宜蘭蘇澳存仁定安宮
  - 宜蘭羅東五明宮
  - 臺北市文山區指南宮
  - 新北八里紫德宮
  - 新北中和力行福德宮
  - 新北中和聖華宮
  - 新北三重五賢宮
  - 新北板橋崑龍宮
  - 新北市萬里萬里昭靈宮
  - 桃園大溪顯能宮

- 臺灣中部
  - 苗栗苑裡慈和宮
  - 苗栗竹南天文宮
  - 台中西屯協和宮
  - 台中西屯日興宮
  - 台中霧峰天顯宮
  - 南投市張琯溪宗祠
  - 彰化縣埔鹽鄉五顯宮
  - 彰化縣埔心鄉梧鳳顯聖宮顯化堂[5]
  - 彰化埔心菜寮五龍宮
  - 彰化縣員林鎮湖水坑集興宮[6]
  - 彰化大村埤腳五通宮
  - 彰化大村黃厝庄五行宮
  - 彰化大村黃厝聖華宮
  - 彰化大村黃厝五玄堂
  - 彰化永靖順天堂
  - 彰化縣芬園鄉伍豐宮
  - 雲林縣褒忠鄉馬鳴山鎮安宮

- 臺灣南部
  - 嘉義市西區埤仔頭王靈宮
  - 嘉義市西區新厝仔嘉義炳靈宮
  - 嘉義大林天顯宮
  - 嘉義水上玄聖壇
  - 嘉義水上聖福宮
  - 台南府城八吉境五帝廟
  - 台南府城四聯境普濟殿聖君廟（同祀）
  - 台南仁德五華宮
  - 台南東山五通宮
  - 台南東山開泰日月明宮
  - 台南永康華光宮
  - 台南永康王華宮
  - 高雄左營豐穀宮（同祀）
  - 高雄左營星顯宮
  - 高雄六龜天顯宮
  - 高雄前鎮五顯宮
  - 屏東高樹五顯宮
  - 屏東林邊慈聖靈宮
  - 屏東顯靈宮
  - 屏東枋寮新龍宮

- 臺灣東部
  - 花蓮鳳林五聖宮

- 福建馬祖列島（連江縣）[4]
  - 南竿鄉福澳境華光大帝廟
  - 南竿鄉馬祖境天后宮(配祀)
  - 南竿鄉山隴境白馬尊王廟(配祀)
  - 北竿鄉澳境楊公八使宮(配祀)
  - 莒光鄉西莒島青蕃境威武陳元帥廟(配祀)
  - 莒光鄉東莒島福正境天上聖母廟(配祀)

### 東南亞奉祀廟宇
- 馬來西亞
  - 馬來西亞柔佛州新山市柔佛古廟：於19世紀後期建造
  - 馬來西亞柔佛州古來縣沙令五顯宮
  - 馬來西亞柔佛州永平縣永平天靈宫
  - 馬來西亞槟城宝天宫五显大帝庙
  - 馬來西亞槟城会堂宫
  - 馬來西亞槟城六条路巷内龙坛宫
  - 馬來西亞槟城爱民律青灵坛
  - 馬來西亞槟城威北日落斗哇灵顕宫
  - 馬來西亞吉隆坡半山芭吉隆坡華光社
  - 馬來西亞霹靂州怡保文冬華光廟
  - 馬來西亞彭亨州文積新村華光聖帝廟
  - 馬來西亞雪蘭莪州巴生港海南村都天府
  - 馬來西亞森美蘭州日叻務葫蘆頂三帝廟：主祀華光大帝（居中）、太上老君、齊天大聖三神
  - 馬來西亞馬六甲州東街納福安壇
  - 馬來西亞雪蘭莪州蒲種十六碑阿依淡華光太帝祖師廟
  - 馬來西亞 雪蘭莪州蕉賴區 蕉赖皇冠城镇 北玄武  北玄南门壇 华光大帝南天门
  - 馬來西亚 馬六甲州馬日丹那 巴也明光新村五顯宫

- 新加坡
  - 華光大帝廟（湯申廟）：99 Sin Ming Road Sector B， Sin Ming Industrial Estate，Singapore 575586
  - 五福廟（油池村聯合廟）：3 Choa Chu Kang Street 51, Singapore 689341
  - 華光神壇

### 其他區域
- 日本京都黃檗宗大本山萬福寺祀奉華光菩薩（五顯華光大帝）
- 澳洲布里斯本三聖宮：祀奉華光菩薩（五顯華光大帝）

### 引用
1. ↑  .   [2017-04-10]. （原始内容存档于2017-07-04）.
2. ↑  《三寶太監西洋記》第十三回　張天師壇依金殿　金碧峰水淹天門
3. ↑  .   [2017-04-10]. （原始内容存档于2017-02-12）.
4. 1 2  劉家國、李仕德、林金炎 (编). . 連江縣南竿鄉: 連江縣政府. 2014  [2019-07-01]. ISBN 9789860435450. （原始内容存档于2019-07-01）.
5. ↑  楊明崇. . 中研院文化資源地理資訊系統. 2012-10-02  [2019-10-07]. （原始内容存档于2019-10-07） （中文（臺灣））.
6. ↑  許淑惠. . 中研院文化資源地理資訊系統. 2012-10-10  [2019-10-07]. （原始内容存档于2019-10-07） （中文（臺灣））.